# Kamen wrych
Kamen wrych (bułg. Камен връх) – wieś w południowo-wschodniej Bułgarii, w obwodzie Jamboł, w gminie Bolarowo. Według danych Narodowego Instytutu Statystycznego, 31 grudnia 2011 roku wieś liczyła 28 mieszkańców.

## Zabytki
W Kamenie wrychu znajduje się cerkiew wybudowana z darowizny mieszkańców w XII wieku.